# Dahr Safra
Dahr Safra (în arabă ضهر صفرا) este un sat sirian în districtul Baniyas din Guvernoratul Tartus. Potrivit Biroului Central de Statistică din Siria (CBS), Dahr Safra avea o populație de 1.019 locuitori la recensământul din 2004.